# Bisbe alanegre
El bisbe alanegre o teixidor de casquet roig (Euplectes hordeaceus) és una espècie d'ocell de la família dels plocèids (Ploceidae) que habita zones d'herba alta de gran part de l'Àfrica Subsahariana, mancant de l'Àfrica Meridional.